# 住博司
住 博司（すみ ひろし、1954年8月19日 - 1998年7月11日）は、日本の政治家。NHK放送記者を経て、衆議院議員（3期）、厚生政務次官などを務めた。
第2次中曽根内閣で法務大臣を務めた住栄作の次男。自由民主党所属。

## 来歴・人物
富山県魚津市出身。麹町小学校、麹町中学校、早稲田大学高等学院、早稲田大学政治経済学部卒業。1977年NHK入局。放送記者として活動。NHKで京都府警のキャップだったころ、共同通信の同キャップが青山繁晴だった。
1987年、NHK退職。当時の宮澤喜一蔵相の秘書となる。1990年の第39回衆議院議員総選挙に父の地盤を引き継ぎ旧富山1区から立候補し初当選（当選同期に岡田克也・佐田玄一郎・藤井裕久・鈴木俊一・亀井久興・中谷元・森英介・福田康夫・石原伸晃・河村建夫・小林興起・塩谷立・古屋圭司・細田博之・松岡利勝・小坂憲次・山本拓・赤城徳彦・村田吉隆・簗瀬進・山本有二など）。宮澤派に所属した。1993年の第40回衆議院議員総選挙ではトップで当選した。1996年の第41回衆議院議員総選挙では、小選挙区比例代表並立制導入に伴い富山2区から立候補、全国トップの高得票率（84.8％）で3選。
1997年11月、腸閉塞のため入院。その後一時復帰したものの入退院を繰り返し、1998年7月11日に多臓器不全のため、慶應義塾大学病院で死去した。43歳没。同月14日、特旨を以て位記を追賜され、死没日付をもって従四位勲三等に叙され、旭日中綬章を追贈された。7月14日に増上寺慈雲閣で葬儀が行われた。葬儀委員長は当時自民党幹事長で父・栄作と1972年衆院選当選同期の加藤紘一が務めた。追悼演説は同年8月4日、衆議院本会議で田中眞紀子により行われた。

## 主な役職
- 厚生政務次官
- 自由民主党遊説局長
- 自由民主党国対副委員長
- 自由民主党政務調査会社会部会長